# Матчерка
Матче́рка (рос. Матчерка) — село у складі Земетчинського району Пензенської області, Росія.
Населення — 1046 осіб (2010; 1283 у 2002).
Національний склад станом на 2002 рік:
- росіяни — 99 %